# Campionati mondiali master di orientamento 2000
Manifestazione svolta dall 1° al 7 gennaio 2000 in  Nuova Zelanda a Feilding.

## Categorie maschili
| Categoria | oro                | argento           | bronzo           |
| --------- | ------------------ | ----------------- | ---------------- |
| M35       | Gert Jonsson       | Petteri Kahari    | Greg Barbour     |
| M40       | Jörgen Mårtensson  | Colm Rothery      | Esa Kinnunen     |
| M45       | Tom Arild Karlsen  | Paul Pacque       | Eugen Kainrath   |
| M50       | Risto Orpana       | Pertti Nieminen   | Tapio Peippo     |
| M55       | Matti Kattilakoski | Juhani Jokinen    | Raimo Nissi      |
| M60       | Olavi Erkkila      | John Golton       | Gote Rickardsson |
| M65       | Allan Haglund      | Borje Seltin      | Paavo Pystynen   |
| M70       | Helmer Ekberg      | Gordon Howitt     | Pentti Pelkonen  |
| M75       | Lennart Pettersson | Per Bjorkman      | Sten Zackari     |
| M80       | Gunnar Johansson   | Carl Berthag      | Rene Piguet      |
| M85       | Armas Salusvuori   | Gunnar Lillieroth | Max Kellenberger |

## Categorie femminili
| Categoria | oro                 | argento               | bronzo              |
| --------- | ------------------- | --------------------- | ------------------- |
| W35       | Tuulikki Salmenkyla | Britt-Marie Bengtsson | Maarit Ritaakaallio |
| W40       | Jannike Wahlberg    | Maria Parakova        | Carey Martin        |
| W45       | Jenny Bourne        | Gro Johansen          | Unni-Strand Karlsen |
| W50       | Vuokko Pesonen      | Katariina Peltola     | Yvette Zaugg        |
| W55       | Carol McNeill       | Sharon Crawford       | Hillevi Syvatera    |
| W60       | Eivor Steen-Olsson  | Judy Martin           | Seip Tirill Liby    |
| W65       | Bunny Rathbone      | Aune Jalava           | Maj Carlsson        |
| W70       | Pat Grenfell        | Randi Kjolstad        | Siv Emanuelsson     |
| W75       | Annie Fulton        | Gret Bandixen         | Millicent Plant     |
| W80       | Margareta Lambert   |                       |                     |
| W90       | Waveney Bolwell     |                       |                     |

## Medagliere
|    | Stato         | oro | argento | bronzo | Totale |
| -- | ------------- | --- | ------- | ------ | ------ |
| 1  | Svezia        | 9   | 5       | 4      | 18     |
| 2  | Finlandia     | 6   | 5       | 7      | 18     |
| 3  | Regno Unito   | 2   | 1       | -      | 3      |
| 4  | Nuova Zelanda | 2   | 1       | 2      | 5      |
| 5  | Norvegia      | 1   | 2       | 2      | 5      |
| 6  | Stati Uniti   | 1   | 1       | 1      | 3      |
| 7  | Australia     | 1   | 2       | -      | 3      |
| 8  | Svizzera      | -   | 1       | 3      | 4      |
| 9  | Slovacchia    | -   | 1       | -      | 1      |
| 9  | Irlanda       | -   | 1       | -      | 1      |
| 11 | Austria       | -   | -       | 1      | 1      |